# Матушевский, Винценты
Викентий Матушевский (Matuszewski), — деятель польского и российского рабочего движения, социал-демократ, большевик, участник Гражданской войны в России.

## Биография
Родился в крестьянской семье. По профессии — портной.
С 1889 года состоял в Союзе польских рабочих, с 1900 в Социал-демократии Королевства Польского и Литвы. Один из организаторов II съезда Социал-демократии Королевства Польского и Литвы (СДКПиЛ) в 1900 году, на котором был избран членом Главного правления партии. Делегат III (1901), V (1906), VI (1908) съездов СДКПиЛ и V съезда РСДРП (1907).
Один из руководителей т. н. «розламовцев» — сторонников сотрудничества с большевиками. За революционную деятельность неоднократно арестовывался, в 1913 был сослан на вечное поселение в Сибирь. В 1914-17 находился в ссылке в Иркутской губернии.
После Февральской буржуазно-демократической революции 1917 депутат Иркутского Совета рабочих и солдатских депутатов. С августа 1917 — в Красноярске, где был членом партийного комитета, депутатом Совета рабочих и солдатских депутатов, административным руководителем большевистской газеты «Красноярский рабочий»,возглавлял польскую секцию Красноярской организации РСДРП (б).
После чехословацкого восстания входил в подпольный комитет РКП(б). Расстрелян белогвардейцами в октябре 1918 г. в Красноярске.